# 阿伊 (阿拉巴馬州)
阿伊（英語：Ai）是一個位於美國阿拉巴馬州克利本縣的非建制地區。該地的面積和人口皆未知。

## 地理
阿伊的座標為33°39′00″N 85°26′50″W / 33.65°N 85.44722°W，而該地最高點為海拔高度297米（即974英尺）。